# Butovokultur
Butovokulturen er en mesolitisk jæger-samlerkultur beliggende ved øvre del af Volga-flodområdet i skovregionen i det vestlige Rusland. Den dateres til mellem 8.000 f.Kr. og 5.000 f.Kr., og har sit navn efter en fundlokalitet i nærheden af Moskva.
De fleste bopladser er beliggende ved vandsområder som floder og søer, og de arkæologiske fund indeholder harpuner af ben, knive af flint, pilespidser og skrabere. Livsformen baserede sig på jagt og fiskeri.
Butovokulturen blev efterfulgt af skovegnenes Volga-Oka-kultur.